# Thilachium seyrigii
Thilachium seyrigii är en kaprisväxtart som beskrevs av Hadj Moust. Thilachium seyrigii ingår i släktet Thilachium och familjen kaprisväxter. Inga underarter finns listade i Catalogue of Life.